# Heinrich Zita
Heinrich Zita (* 29. Juni 1882 in Essekle bei Znaim, Mähren; † 9. März 1951 in Wien) war ein österreichischer Bildhauer und Medailleur.

## Leben und Wirken

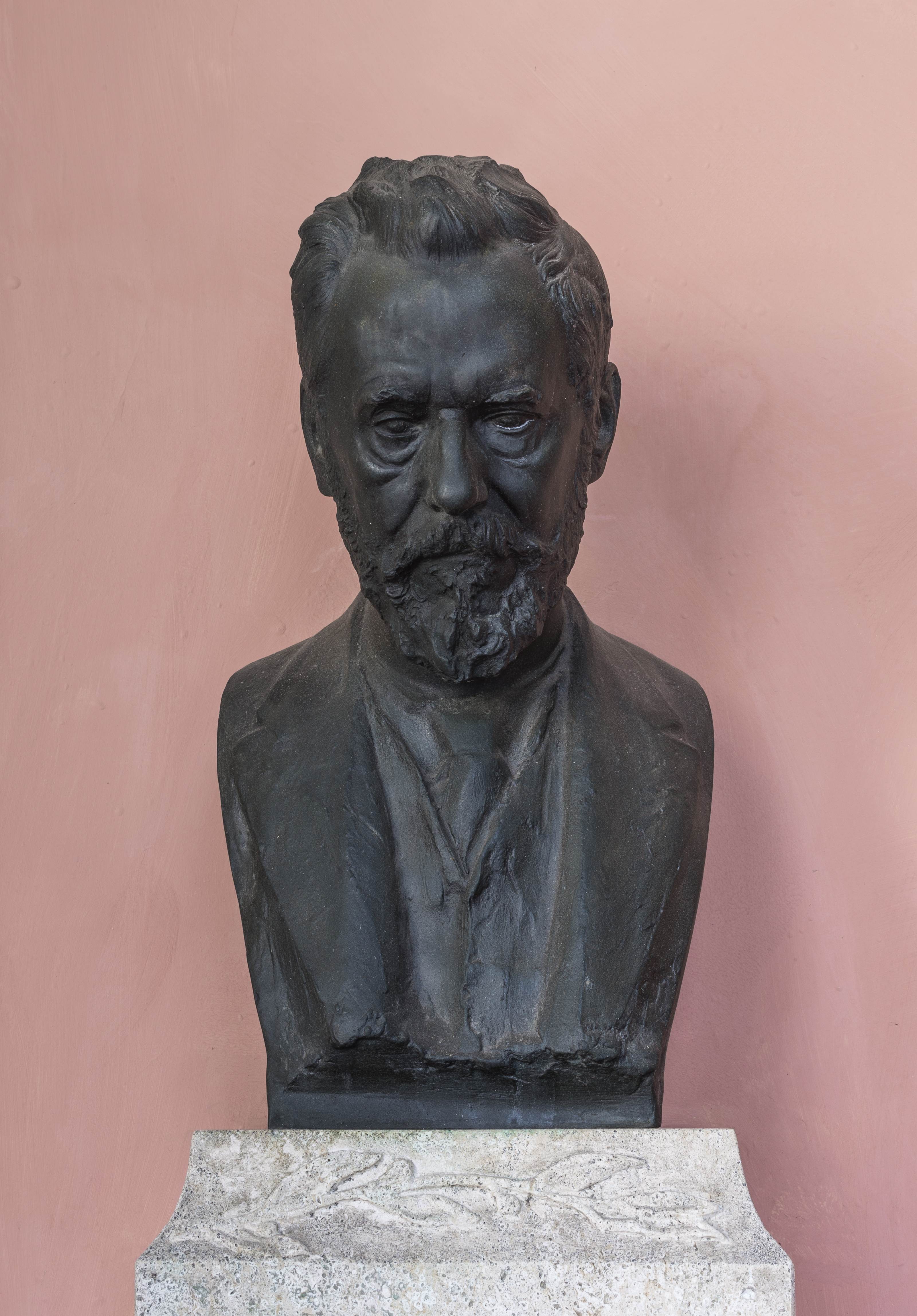
Das Denkmal für Rudolf Wegscheider im Arkadenhof der Universität Wien aus dem Jahre 1924.

Heinrich Zita wurde am 29. Juni 1882 im kleinen Dorf Esseklee (heute Nesachleby) in der Nähe von Znaim in eine Arbeiter- und Bauernfamilie geboren. Sein Vater betrieb eine Gärtnerei. Schon in jungen Jahren begeisterte sich Zita für das Zeichnen und für Arbeiten von Holzschnitzern und Bildhauern. Durch die Eltern bestimmt, begann er eine Lehre als Maurer, äußerte aber noch früh seinen Berufswunsch und strebte eine Laufbahn als Bildhauer an. Mit knapp 15 Jahren wurde er als Lehrling an die Wiener Bildhauerwerkstätte von Othmar Schimkowitz geschickt. Im Oktober 1898 – mittlerweile 16-jährig – erfolgte seine Bewerbung um einen Platz an der Allgemeinen Bildhauerschule an der Akademie der bildenden Künste Wien, woraufhin er angenommen wurde und unter anderem unter Edmund von Hellmer studierte, sowie von 1902 bis 1906 dessen Spezialklasse für höhere Bildhauerei besuchte. Da es laut Satzung der Hochschule unter 18-Jährigen nicht gestattet war, an öffentlichen Ausstellungen teilzunehmen, war es Zita erst im Jahre 1902 möglich an einer Ausstellung des Hagenbunds teilzunehmen. Hier präsentierte er der Öffentlichkeit die Skulpturengruppe „Der Kuss“. Dadurch er hiermit in Kunstkreisen viel Aufmerksamkeit erhielt, erhielt Zita auch schon bald seinen ersten Auftrag. Während der Meisterschulzeit sollte er ein Grabmal für einen Freund erschaffen.
Nach der erfolgreichen Beendigung der Allgemeinen Bildhauerschule wurde Zita mit der Füger-Medaille in Gold für Komposition ausgezeichnet. Nachdem er auch die Meisterklasse erfolgreich abgeschlossen hatte, folgte ein einjähriges Reisestipendium, das Schwendtenwein-Reisestipendium, nach Italien. Hierbei wurden ihm in den Jahren 1906 und 1907 Aufenthalte in Florenz und Rom ermöglicht und führte zudem zu Reisen nach Südfrankreich und Paris. Nach seiner Rückkehr nach Graz stellte er einige Bildnisbüsten sowie ein Grabmal fertig. Im Jahre 1911 wirkte er an der 38. Ausstellung der Wiener Secession mit der Großkeramik „Ungebändigte Kraft“ und der Terrakottabüste „Simon Wunderlich“ mit. Ab dem Jahre 1913 war Zita selbst Mitglied der Wiener Secession und zeigte sich ab diesem Jahr bis 1916 für insgesamt zehn Hochreliefs mit zwanzig überlebensgroßen Figuren für den Bau der Oesterreichisch-Ungarischen Bank, dem Hauptgebäude der nunmehrigen Oesterreichischen Nationalbank, in Wien verantwortlich. Im Ersten Weltkrieg schuf er Medaillen über Kriegsereignisse. Bei der mittlerweile 54. Ausstellung der Wiener Secession erhielt Zita im Jahre 1919 den Reichel-Preis der Akademie für seine ausgestellten plastischen Werke. Im April 1919 wurde vom Professorenkollegium der Universität Wien ein Wettbewerb zur Schaffung eines Hochschulsiegels ins Leben gerufen. Dieses wurde in weiterer Folge nach dem Siegerentwurf von Oskar Thiede ausgearbeitet. Die Ausführung wurde Zita übertragen und das Siegel fand vom Studienjahr 1925/26 bis zur Zeit des Nationalsozialismus im Jahre 1938 Verwendung. Erst nach Kriegsende 1945 wurde das Siegel offiziell verboten und durch ein Siegel mit dem Wappenadler der Zweiten Republik (siehe Wappen der Republik Österreich) vorgeschrieben.
1924 wurde das von ihm gestaltete Kriegerdenkmal in St. Gilgen (Denkmallisteneintrag) enthüllt.
Im selben Jahre entwarf er die erste österreichische 1-Schilling-Münze mit dem Abbild des Österreichischen Parlaments auf der Rückseite. Die Münze war ab 16. Juni 1924 im Umlauf und wurde mit 31. Dezember 1926 ungültig. Darüber hinaus entwarf Zita auch noch die am 1. März 1925 erstausgegebene 1-Groschen-Münze, sowie die ebenfalls im Jahre 1925 in den Umlauf gebrachte 10-Groschen-Münze. 1926 erfolgte die Verleihung des Österreichischen Staatspreises. Bereits zwei Jahre zuvor modellierte er die Bildnisbüste des Universitätsprofessors und Chemikers Rudolf Wegscheider; diese wurde fortan im I. Chemischen Institut der Universität Wien aufgestellt. Nach dem Tod Wegscheiders gestaltete Zita im Jahre 1933 auch dessen Grabmal. In den Jahren 1948/49 wurde die Verlegung des Denkmals in den Arkadenhof der Universität Wien diskutiert, wo sie Büste in weiterer Folge am 8. Oktober 1949 enthüllt wurde.
Nachdem ihm im Jahre 1927 der Berufstitel Professor verliehen wurde, fungierte Heinrich Zita von 1927 bis 1938 als Lehrer der Bildhauerei an der Wiener Frauenakademie, die er zudem von 1932 bis 1938 als Direktor leitete. Zita beantragte am 9. April 1940 die Aufnahme in die NSDAP und wurde zum 1. Juni desselben Jahres aufgenommen (Mitgliedsnummer 7.682.359), allerdings November 1942 ausgeschlossen.

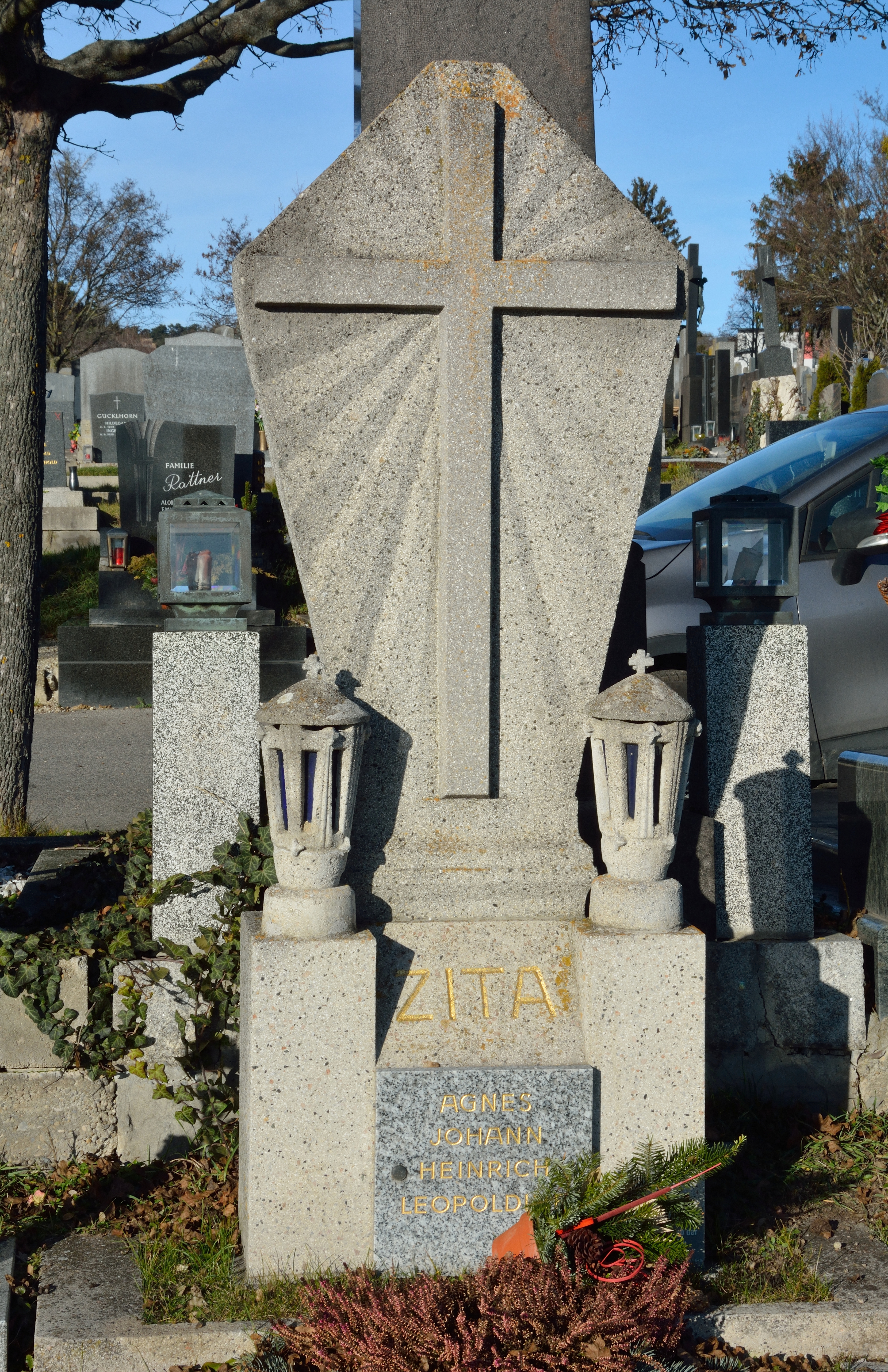
Grab am Baumgartner Friedhof

Obwohl er in den späteren Lebensjahren schwer erkrankt war, arbeitete er bis zu seinem Ableben an diversen Entwürfen. Am 9. März 1951 starb Zita 68-jährig in Wien und wurde am 16. März 1951 in einem von 24 ehrenhalber gewidmeten Gräbern am Baumgartner Friedhof (Gruppe J1, Nr. 192) beerdigt. Etwas mehr als zehn Jahre nach seinem Ableben enthüllte die Universität Wien eine weitere Büste aus der Hand von Heinrich Zita in ihrem Arkadenhof. Das Bildnis des 1946 verstorbenen Hochschullehrers und Chemikers Ernst Späth dürfte kurz vor dessen Ableben entstanden sein.

## Auszeichnungen und Ehrungen (Auswahl)
- Füger-Medaille in Gold für Komposition
- 1919: Reichel-Preis
- 1926: Österreichischer Staatspreis